# Lutz-en-Dunois
Lutz-en-Dunois ist eine Ortschaft und eine ehemalige französische Gemeinde mit 370 Einwohnern (Stand: 1. Januar 2019) im Département Eure-et-Loir in der Region Centre-Val de Loire. Sie gehörte zum Arrondissement Châteaudun und zum Kanton Châteaudun.
Sie wurde mit Wirkung vom 1. Januar 2017 mit den früheren Gemeinden Civry, Saint-Cloud-en-Dunois und Ozoir-le-Breuil zur Commune nouvelle Villemaury zusammengeschlossen und übt in der neuen Gemeinde den Status einer Commune déléguée aus. Der Verwaltungssitz befindet sich im Ort Saint-Cloud-en-Dunois.

## Geographie
Lutz-en-Dunois liegt etwa zwei Kilometer östlich vom Stadtzentrum von Châteaudun.
Umgeben wurde die Gemeinde Lutz-en-Dunois von den Nachbargemeinden Moléans im Norden und Nordwesten, Conie-Molitard im Norden, Civry im Nordosten, Saint-Cloud-en-Dunois im Osten und Südosten, Ozoir-le-Breuil im Südosten, Thiville im Süden und Südwesten, Châteaudun im Westen sowie Jallans im Westen und Nordwesten.
Der Militärflugplatz Châteaudun (Base aérienne 279 Châteaudun) liegt mit seinem östlichen Teil im vormaligen Gemeindegebiet.

## Bevölkerungsentwicklung der ehemaligen Gemeinde
| Jahr                      | 1962 | 1968 | 1975 | 1982 | 1990 | 1999 | 2006 | 2013 |
| Einwohner                 | 436  | 363  | 386  | 370  | 422  | 392  | 425  | 439  |
| Quelle: Cassini und INSEE |      |      |      |      |      |      |      |      |

## Sehenswürdigkeiten
- Dolmen de la Pierre Coquelée, Monument historique seit 1983
- Kirche Saint-Pierre aus dem 12. Jahrhundert, Umbauten aus dem 16. Jahrhundert, Monument historique seit 1944